# Le Puid
Le Puid é uma comuna francesa na região administrativa de Grande Leste, no departamento de Vosges. Estende-se por uma área de 5,41 km². Em 2010 a comuna tinha 108 habitantes (densidade: 20 hab./km²).